# Czechosłowacka Formuła 3
Czechosłowacka Formuła 3 – rozgrywany w Czechosłowacji cykl wyścigów samochodowych według przepisów Formuły 3.

## Historia
Pierwszy sezon serii odbył się w 1964 roku. Wyścigi rozgrywano na torach ulicznych w takich miejscowościach, jak Praga, Štramberk, Jiczyn, Osek czy Dvůr Králové. Triumfatorem pierwszej edycji został Jiří Gajdoš. Największe sukcesy w serii odnosił jednak Vladimír Hubáček, który ściągnął z zachodu Lotusa 41. W serii rywalizowały również czeskie marki, jak Ryba, Pauer, Magda czy Škoda. Seria została rozwiązana po sezonie 1972 wskutek powstania Formuły Easter.

## Mistrzowie
| Sezon | Mistrz           | Zespół              | Samochód                      |
| ----- | ---------------- | ------------------- | ----------------------------- |
| 1964  | Jiří Gajdoš      | Tatra Kopřivnice    | Delfin 64-Tatra               |
| 1965  | Vladimír Hubáček |                     | Melkus-Wartburg               |
| 1966  | Jaroslav Bobek   | AZNP Mladá Boleslav | Škoda F3                      |
| 1967  | Vladimír Hubáček | Dukla Praha         | Melkus-Wartburg Lotus 41-Ford |
| 1968  | Vladimír Hubáček | Dukla Praha         | Lotus 41-Ford                 |
| 1969  | Vladimír Hubáček |                     | Melkus-Wartburg Lotus 41-Ford |
| 1970  | Vladimír Hubáček | Dukla Praha         | Lotus 41-Ford                 |
| 1971  | Vladimír Hubáček |                     | Lotus 41-Ford                 |
| 1972  | Jaroslav Mlček   |                     | MGK-Wartburg                  |